# ره (آلمان)
ره (به آلمانی: Rehe) یک شهر در آلمان است که در وستروالدکرایس واقع شده‌است. ره ۹۸۲ نفر جمعیت دارد.